# Primer Congrés Litúrgic de Montserrat

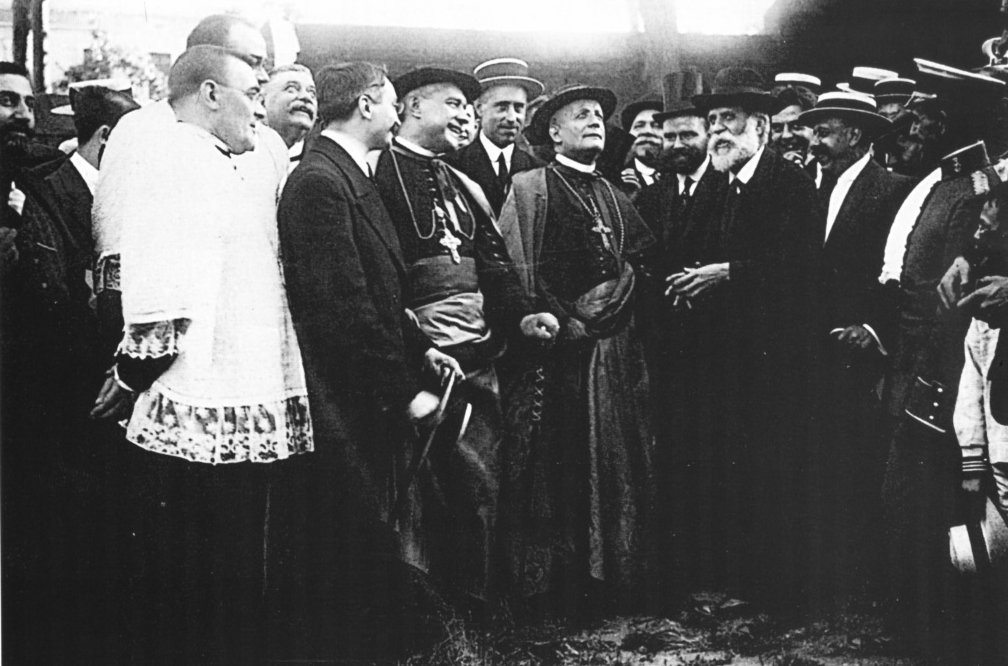
Amb motiu de la seva vinguda pel congrés litúrgic el nunci Francesco Ragonesi visità la Sagrada Família amb Antoni Gaudí.

El Primer Congrés Litúrgic de Montserrat fou un congrés sobre litúrgia celebrat al monestir de Montserrat del 5 al 10 de juliol de 1915. Significà l'entrada del moviment litúrgic belga creat per Lambert Beaduin a Catalunya i Espanya.
Al voltant del nunci Francesco Ragonesi tots els bisbes de les diòcesis catalanes i més de 2.000 congressistes dels Països Catalans es reuniren al voltant d'homilies i conferències per debatre sobre com millorar la litúrgia de la missa. Entre les conseqüències que tingué destaca la publicació de l'Eucologid e Carreras Clascar i Tarré, la creació de l'Associació Gregorianista el 1916 i dels Amics de l'Art Litúrgic el 1925.
En tres ocasions se n'ha fet una commemoració, l'última fou l'abril de 2015, amb motiu del centenari del congrés. Bernabé Dalmau considera que tant el congrés com alguns esdeveniments com la consagració del Temple Expiatori de la Sagrada Família amb Benet XVI reflecteixen la consciència d'unitat pastoral de Catalunya i d'identitat cristiana.